# Jordanoleiopus monoxenus
Jordanoleiopus monoxenus là một loài bọ cánh cứng trong họ Cerambycidae.